# Christo Jowow
Christo Georgijew Jowow (ur. 4 listopada 1977 roku w Swoge), bułgarski piłkarz, grający na pozycji napastnika lub lewego pomocnika.
Jest wychowankiem Lewskiego Sofia, w którym grał przez dwa i pół roku. Pod koniec 1997 roku wyjechał za granicę, do TSV 1860 Monachium, ale przygoda z Bundesligą zamnkęła się na zaledwie dziewięciu meczach. Po roku wrócił do kraju, najpierw występował w Łokomotiwie Sofia, a później w Liteksie Łowecz, gdzie odzyskał wysoką formę. Do 2003 roku strzelił dla Liteksu (w meczach ligowych) czterdzieści pięć goli i przyczynił się do zdobycia w 2001 roku Pucharu Bułgarii. Dwa lata później wyruszył na wypożyczenie do Chin, jednak po szybkim powrocie nowy trener Ljubomir Petrović nie widział go już w wyjściowym składzie. Jowow prawie dwa sezony spędził głównie na ławce rezerwowych. Podobną rolę początkowo pełnił również w Lewskim Sofia, którego zawodnikiem po raz drugi był od rundy wiosennej rozgrywek 2004–2005. Z czasem jednak przekonał do siebie Stanimira Stoiłowa. Z Lewskim zdobył w tym czasie dwa tytuły mistrza kraju, również dwukrotnie Puchar, a także dotarł do ćwierćfinału Pucharu UEFA i wystąpił w Lidze Mistrzów (2006–2007). Chociaż był nominalnym napastnikiem, w drużynie Stoiłowa najczęściej grał na lewej pomocy (trener preferował ustawienie z jednym atakującym, którym był Waleri Domowczijski).
Po zakończeniu rundy jesiennej 2007–2008 Jowow przeszedł do cypryjskiego Apollonu Limassol. Przygoda z ligą cypryjską nie trwała długo - od początku rozgrywek 2009–2010 ponownie jest zawodnikiem Lewskiego.
10 marca 1998 roku w towarzyskim spotkaniu z Argentyną (0:2) zadebiutował w reprezentacji Bułgarii. Do niedawna był regularnie powoływany do kadry. W zespole walczącym o awans do Euro 2008 początkowo był wystawiany na prawej pomocy, ale na początku 2007 roku selekcjoner Christo Stoiczkow przesunął do ataku dotychczasowego lewego pomocnika Martina Petrowa, a jego miejsce zajął właśnie Jowow. Jednak po odejściu Stoiczkowa, występuje w drużynie narodowej sporadycznie. Ostatni raz zagrał w niej 21 listopada 2007 w ostatnim spotkaniu kwalifikacji do mistrzostw Europy, ze Słowenią (2:0).

## Sukcesy piłkarskie
- mistrzostwo Bułgarii 2006 i 2007, Puchar Bułgarii 2005 i 2007, ćwierćfinał Pucharu UEFA 2005–2006 oraz start w Lidze Mistrzów 2006–2007 z Lewskim Sofia
- Puchar Bułgarii 2001 i 2004 z Liteksem Łowecz